# William McCaughey
William McCaughey (* 12. Dezember 1929 in Kansas City, Missouri; † 26. Mai 2000 in Rancho Cucamonga, Kalifornien) war ein US-amerikanischer Tontechniker.

## Leben
McCaughey begann seine Karriere im Filmgeschäft Anfang der 1970er Jahre im Alter von über 40 Jahren. 1976 war er für Der Wind und der Löwe erstmals für den Oscar in der Kategorie Bester Ton nominiert. Im darauf folgenden Jahr war er mit King Kong und Rocky gleich zweimal für den Oscar nominiert, konnte den Preis jedoch erneut nicht gewinnen. 1979 erhielt er den Oscar Die durch die Hölle gehen; ein fünftes und letztes Mal war er 1980 für Meteor oscarnominiert. McCaughey arbeitete ab Anfang der 1980er Jahre auch für Fernsehproduktionen und war mehrfach für den Emmy nominiert. Dreimal (1981, 1984 und 1990) gewann er den Emmy in der Kategorie „Bester Ton“. Er verstarb im Mai 2000 im Alter von 70 Jahren.

## Filmografie (Auswahl)
- 1975: Der Wind und der Löwe (The Wind and the Lion)
- 1976: Flucht ins 23. Jahrhundert (Logan’s Run)
- 1976: King Kong
- 1976: Rocky
- 1977: Audrey Rose – das Mädchen aus dem Jenseits (Audrey Rose)
- 1977: Telefon
- 1978: Coma
- 1978: Der Schmalspurschnüffler (The Cheap Detective)
- 1978: Die durch die Hölle gehen (The Deer Hunter)
- 1979: Kaktus Jack (The Villain)
- 1979: Meteor
- 1979: Reichtum ist keine Schande (The Jerk)
- 1980: The Big Red One
- 1981: Die Kadetten von Bunker Hill (Taps)
- 1981: Zwei wie Katz und Maus (Continental Divide)
- 1982: Und wieder ist Freitag der 13. (Friday the 13th Part 3: 3D)
- 1985: Red Sonja
- 1986: 9½ Wochen (9½ Weeks)
- 1989: Blinde Wut (Blind Fury)
- 1989: Skin Deep – Männer haben’s auch nicht leicht (Skin Deep)
- 1990: Starfire
- 1991: Highway zur Hölle (Highway to Hell)

## Nominierungen und Auszeichnungen (Auswahl)
- 1976: Oscarnominierung in der Kategorie Bester Ton für Der Wind und der Löwe
- 1977: Oscarnominierung in der Kategorie Bester Ton für Rocky
- 1977: Oscarnominierung in der Kategorie Bester Ton für King Kong
- 1979: Oscar in der Kategorie Bester Ton für Die durch die Hölle gehen
- 1980: Oscarnominierung in der Kategorie Bester Ton für Meteor